# Syrakuzy
Syrakuzy (łac. Syracusæ, wł. Siracusa [siraˈkuza]) – miasto we Włoszech położone we wschodniej części Sycylii, stolica prowincji o tej samej nazwie.
Przemysł przetwórstwa ropy naftowej, chemiczny. Kąpielisko morskie.

## Historia
Miasto to powstało jako antyczna kolonia greckich Dorów z Koryntu w 734 p.n.e. na miejscu wcześniejszej osady. Pierwsze ślady osadnictwa greckiego na tym terenie w postaci ceramiki mykeńskiej oraz grobów tholosowych pochodzą z XIV w. p.n.e. Początkowo miasto zajmowało tylko przybrzeżną wysepkę Ortygię (gr. Ορτυγία, wł. Ortigia). Po zbudowaniu kamiennej grobli w VI wieku p.n.e. Syrakuzy zaczęły rozrastać się szybko na lądzie stałym, gdzie założono agorę, a z dala od miasta, nad rzeką Anopos, wzniesiono około 560–550 p.n.e. wielki peripteros dorycki poświęcony Zeusowi Olimpijskiemu. Od V wieku p.n.e. Syrakuzy były uważane za najpiękniejsze i najbogatsze, z pewnością też najludniejsze miasto wyspy (około 200 tysięcy mieszkańców), posiadające dwa porty (handlowy i wojenny), które zapewniały panowanie miasta nad wschodnią częścią Sycylii. Starożytne Syrakuzy składały się ostatecznie z pięciu dzielnic:
- Achradine, gdzie znajdowała się świątynia Zeusa,
- Tyche, gdzie znajdowała się świątynia tej bogini,
- Neapolis, gdzie znajdował się największy teatr na Sycylii,
- Epipolai,
- wyspa Ortygia, gdzie znajdowało się silnie obwarowane akropolis i pałac tyranów.

Początkowo w Syrakuzach panował ustrój arystokratyczny, potem demokratyczny. Tyranię wprowadził Gelon I w 485 p.n.e. W V wieku p.n.e. tyrani Geli i Syrakuz sięgnęli po hegemonię w Wielkiej Grecji i walczyli z zajmującymi zachód wyspy Kartagińczykami (np. bitwa pod Himerą w 480 p.n.e.).
Syrakuzy były szeroko promieniującym centrum kultury greckiej, ojczyzną np. Epicharma i Archimedesa, gościły także m.in. Pindara, Ajschylosa i Platona. W mieście tym żył i tworzył Archimedes, który zginął z rąk Rzymian podczas oblężenia miasta w czasie II wojny punickiej w 212 p.n.e. W trakcie tych walk Archimedes skonstruował wiele machin wojennych używanych do obrony miasta. Do II wojny punickiej Syrakuzy przystąpiły po stronie Kartaginy, chcąc odzyskać utraconą niezależność – podczas I wojny punickiej syrakuzański król Hieron II był sprzymierzeńcem Rzymu. Po zdobyciu przez Rzymian miasto straciło wiele ze swojej dawnej świetności, choć wciąż powstawały nowe budowle, jak portyki czy teatry.
Zdobyte i złupione w 212 p.n.e. przez Rzymian miasto stało się częścią pierwszej prowincji rzymskiej, czyli Sycylii.
Według relacji biblijnej ok. 59 roku n.e. z Malty przypłynął aleksandryjski statek, na którego pokładzie znajdował się Łukasz Ewangelista, Arystarch i przewożony na proces do Rzymu Paweł z Tarsu. Dzieje Apostolskie podają, iż statek zatrzymał się w Syrakuzach na trzy dni. W tym okresie miasto podzielone było na dwie części: jedna znajdowała się na wyspie Ortygia, gdzie prawdopodobnie przybił statek, a druga na lądzie Sycylii.
W VII i VIII wieku Syrakuzy były napadane przez muzułmańskich Arabów, w 668 zostały złupione przez nich podczas śmiałego wypadu z północnej Afryki na Sycylię. Wraz z całą wyspą miasto dostało się pod panowanie arabskie w 878. W 1086 Syrakuzy zajęli Normanowie pod wodzą Rogera I zwanego Wielkim Księciem, którzy stworzyli rządzone przez własną dynastię Królestwo Sycylii.

## Zabytki
Na przełomie V i IV wieku p.n.e. tyran Dionizjos I włączył do miasta i ufortyfikował płaskie wzgórze Epipolaj, a umacniając cały system obronny (długości około 22 km; obecnie zachowane tylko fragmenty) zbudował w Euryalos potężną twierdzę, stanowiącą najwybitniejsze osiągnięcie ówczesnej architektury wojskowej. Do miasta prowadził kompleks wejść nazywany Heksapylonem (Sześciobramnym).
W starej części Syrakuz, na Ortygii, z ufortyfikowanym akropolem, pałacem tyranów i źródłem Aretuzy, wzniesiono około 570–560 p.n.e. najstarszy na Sycylii dorycki peripteros (stylobat: 21,47x55,33 m), poświęcony Apollinowi, i młodszy, z około 470 p.n.e. – Atenie. Świątynia Ateny liczyła 22 × 55,02 m i miała 6 × 14 kolumn o wysokości 8,71 m i dolnej średnicy 1,92 m. Jest pierwszą konstrukcją, w której problem zachowania proporcji między interkolumniami i tryglifami w narożnikach budowli został rozwiązany przez stopniowe zmniejszanie odległości między dwoma ostatnimi interkolumniami w narożnikach (tzw. kontrakcja narożna). Metodę tę przyjęto z czasem w całej Grecji. Świątynia ta została adaptowana w VII wieku n.e. na trójnawową bazylikę chrześcijańską. W pobliżu świątyni Ateny odsłonięto relikty nigdy nieukończonej wielkiej świątyni jońskiej z VI wieku p.n.e., długości około 56 metrów.
W nowej części miasta, koło agory, odkryto m.in. część domu ze studnią z VI wieku p.n.e., dalej wielki teatr grecki, powstały po 270 p.n.e., o unikalnej trapezoidalnej orchestrze i widowni, który powstał na miejscu starszego, zbudowanego według projektu Damokoposa w l połowie V wieku p.n.e. W tej części miasta odnaleziono także monumentalny ołtarz Zeusa, długości około 195 m, fundacji Hierona II (po 270 p.n.e.). Ponadto zachowały się ruiny rzymskiego amfiteatru i zespołu architektonicznego (świątynia, portyk i teatr), zwane błędnie gimnazjonem, oraz kamieniołomy (częściowo zawalone), słynne z doskonałej akustyki, stąd zwane Uchem Dionizjusza (Dionizjosa). Były one miejscem uwięzienia m.in. jeńców ateńskich po klęsce armii Nikiasza w 413 p.n.e.
Obecnie trzy muzea w Syrakuzach gromadzą cenne zbiory archeologiczne.
Do zabytków z okresu średniowiecza na uwagę zasługują kościoły św. Mikołaja i św. Tomasza z XI i XII wieku.
Syrakuzy wpisane są na Światową Listę Dziedzictwa Kulturalnego UNESCO.

## Religia
Patronką miasta jest Łucja z Syrakuz (dzień obchodów: 13 grudnia).
Miasto jest siedzibą rzymskokatolickiej archidiecezji Syrakuz. Znajduje się tu Sanktuarium Matki Bożej Płaczącej w Syrakuzach.

## Galeria zabytków Syrakuz

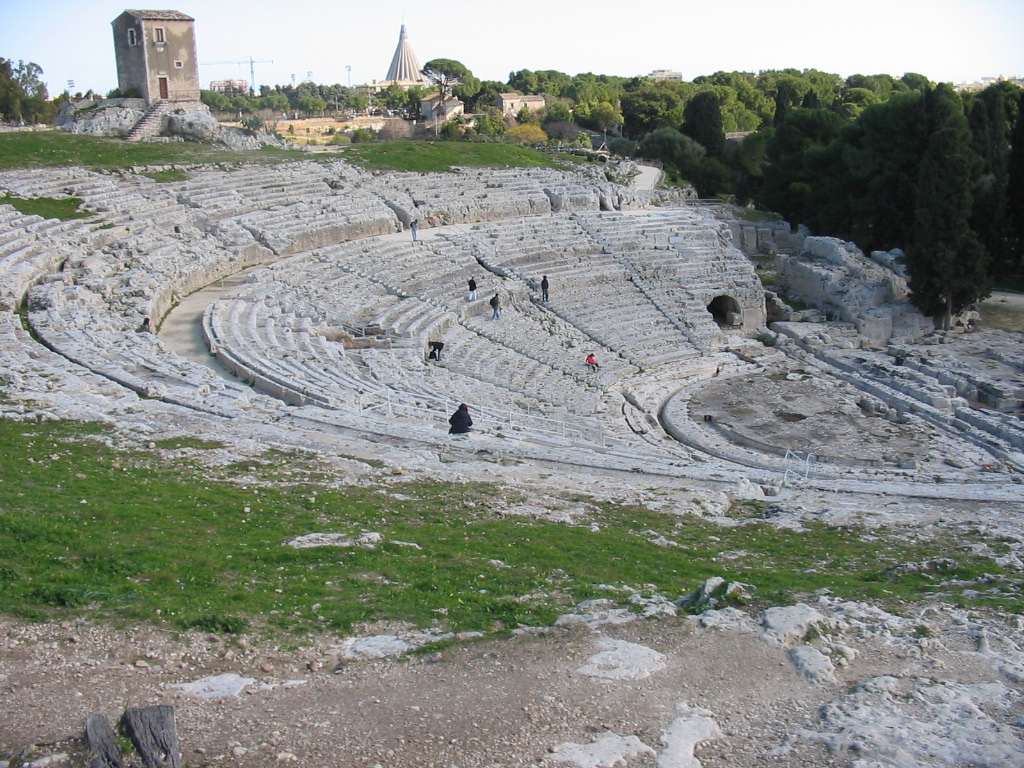
Teatr
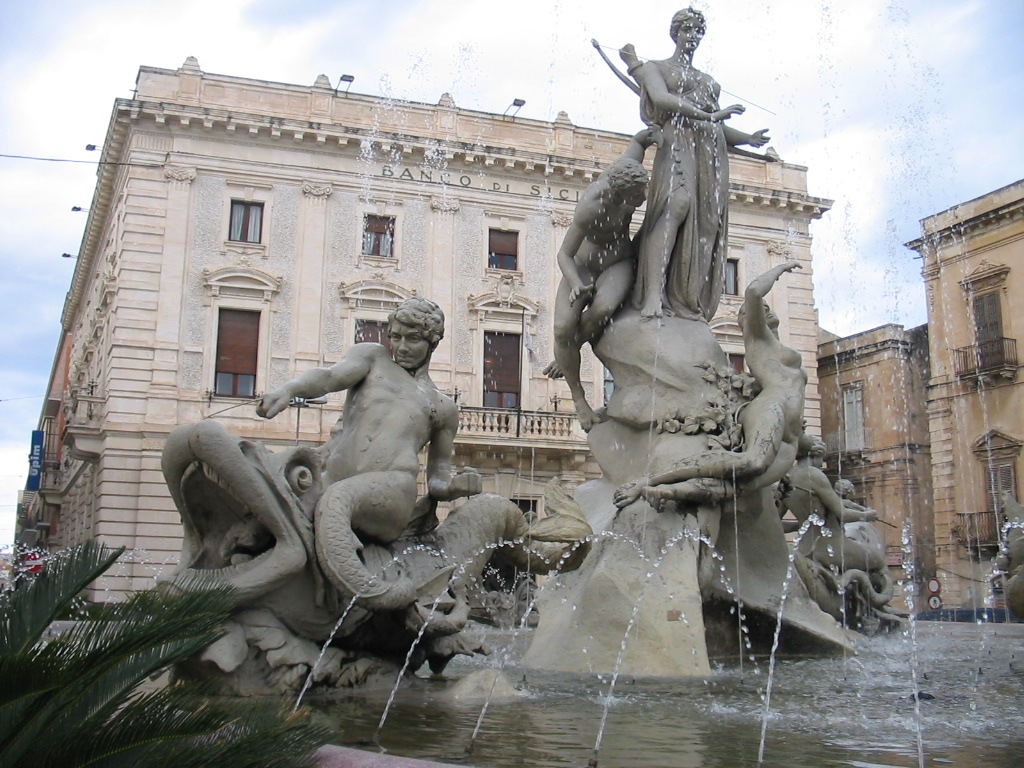
Plac Archimedesa
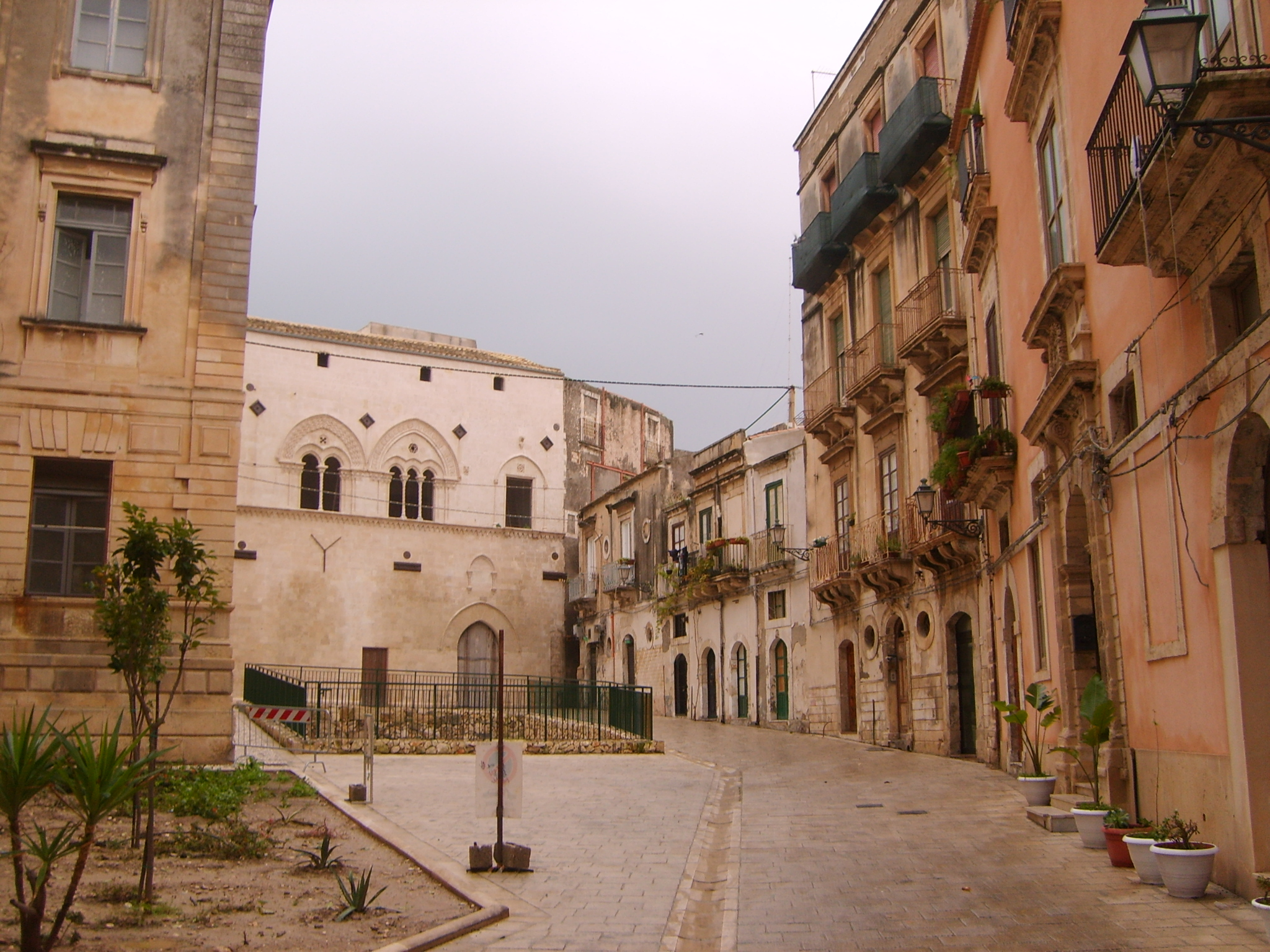
Pałac Montalto
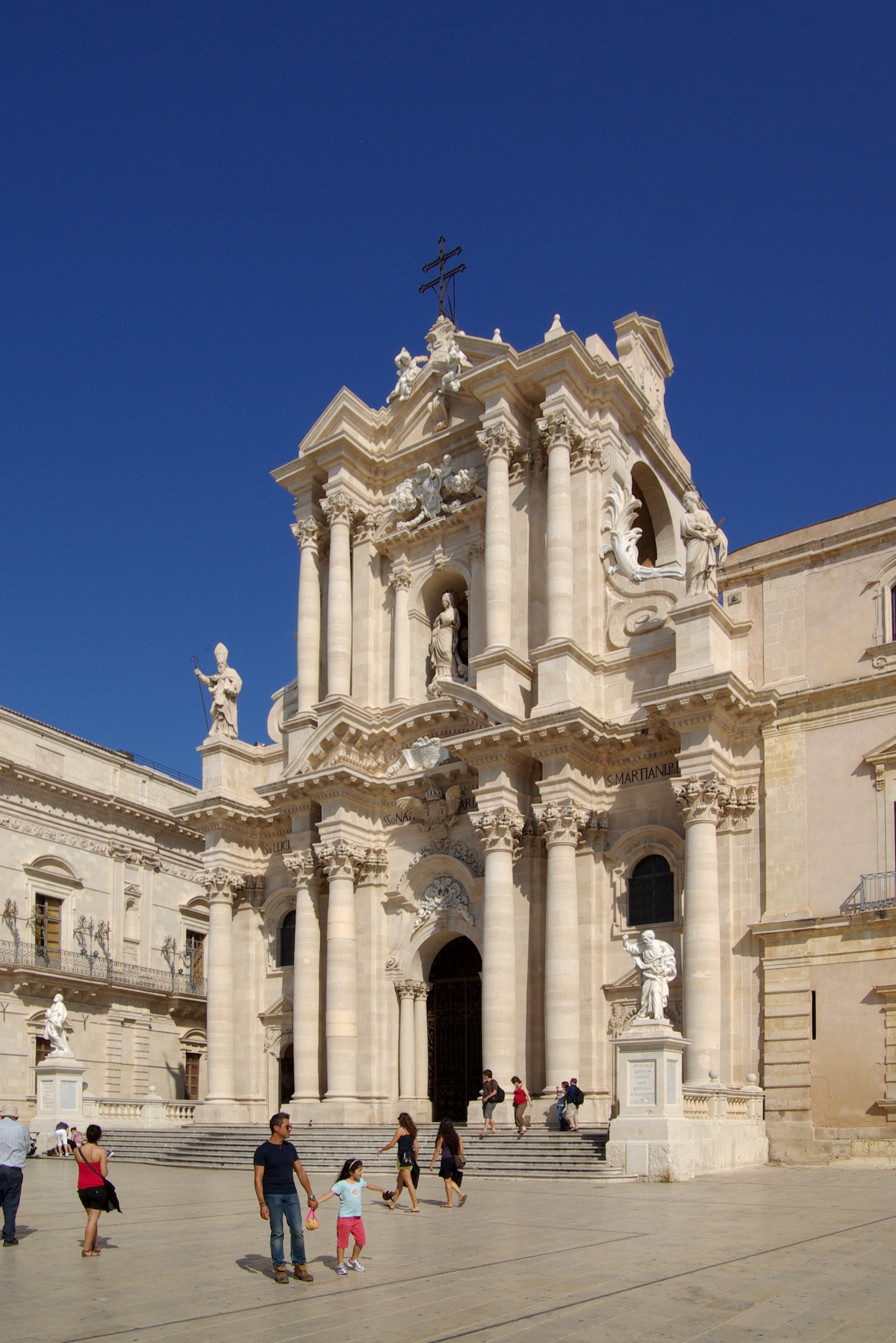
Katedra Syrakuz
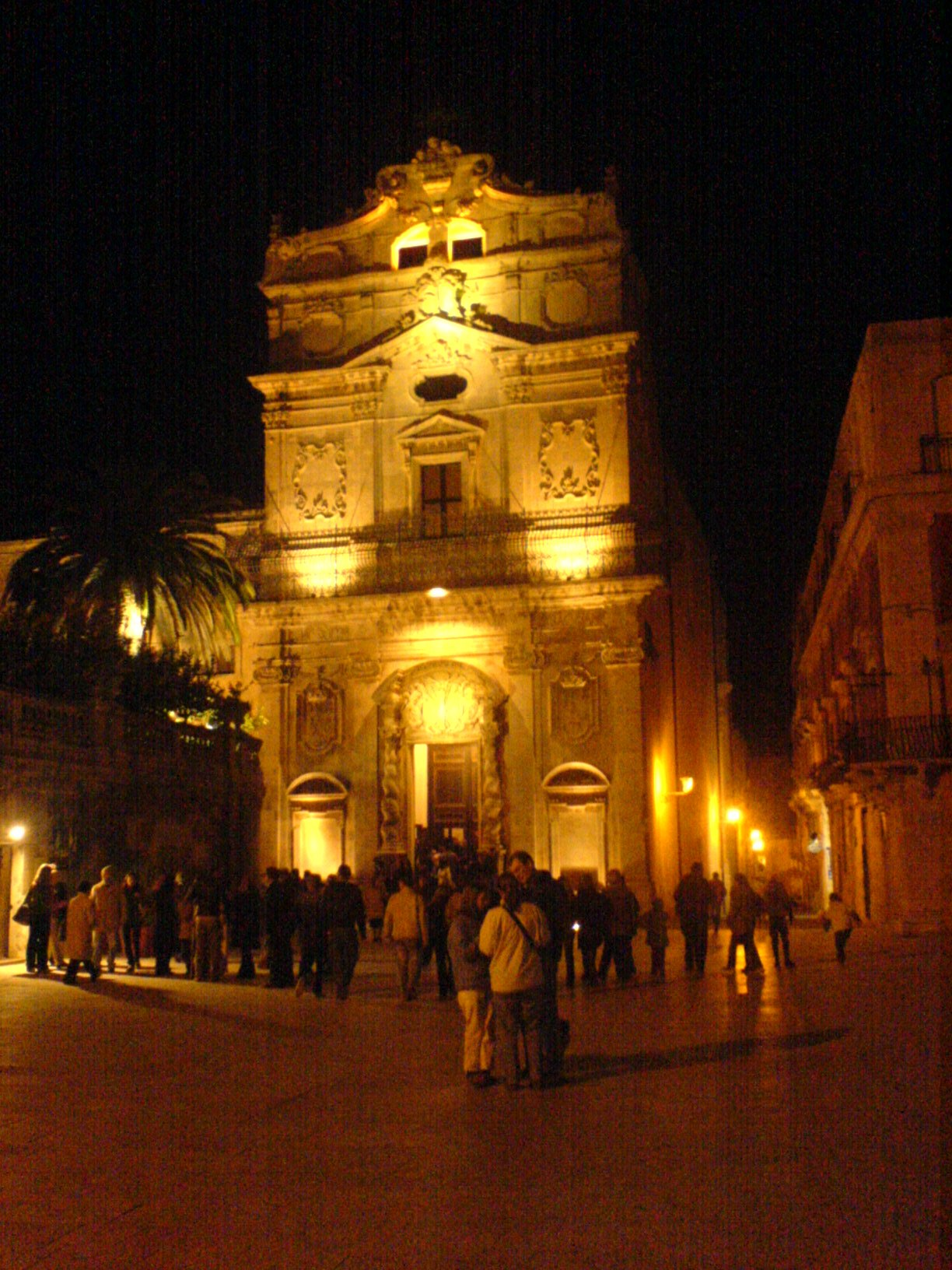
Kościół świętej Łucji alla badia
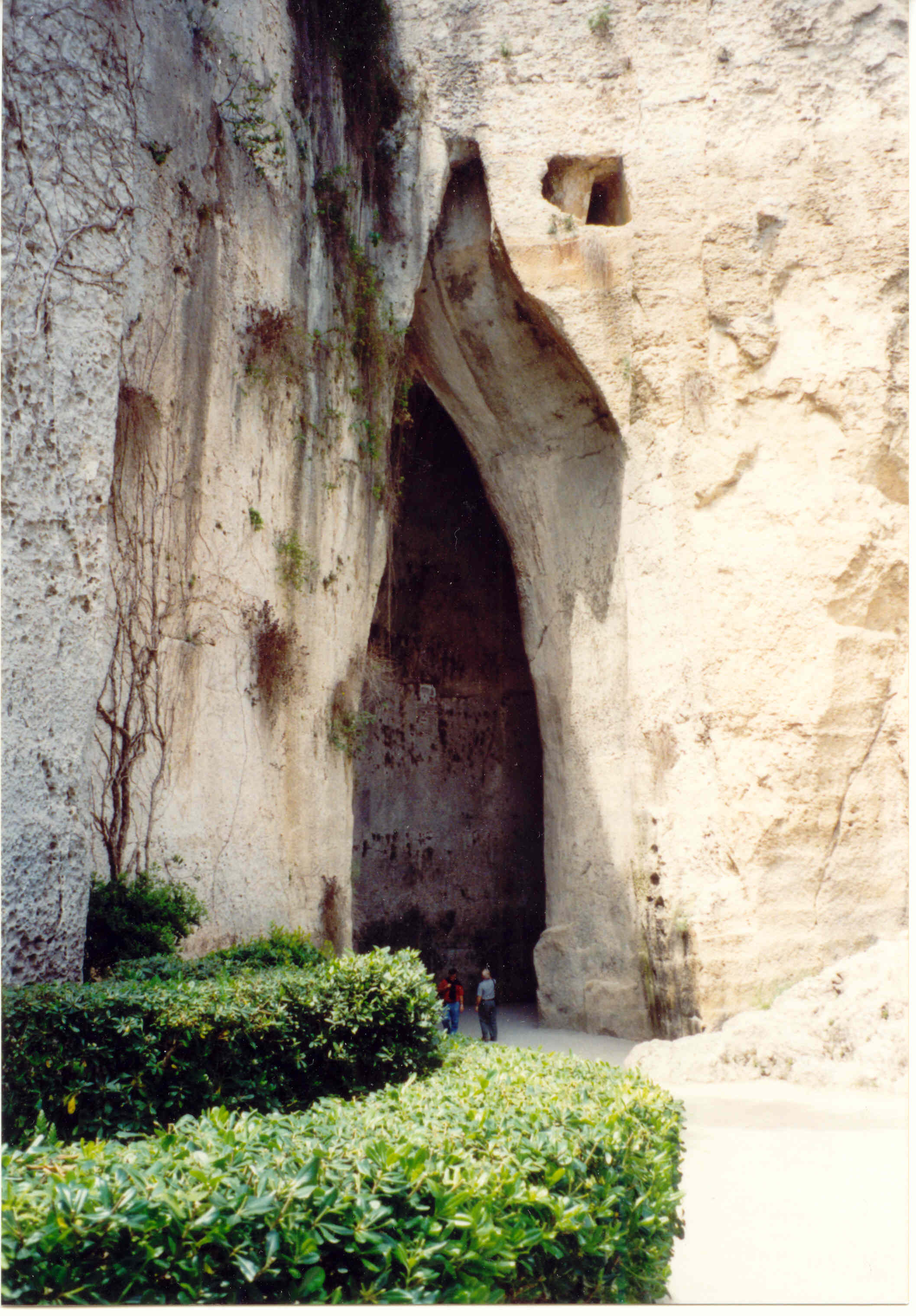
Ucho Dionizjusza
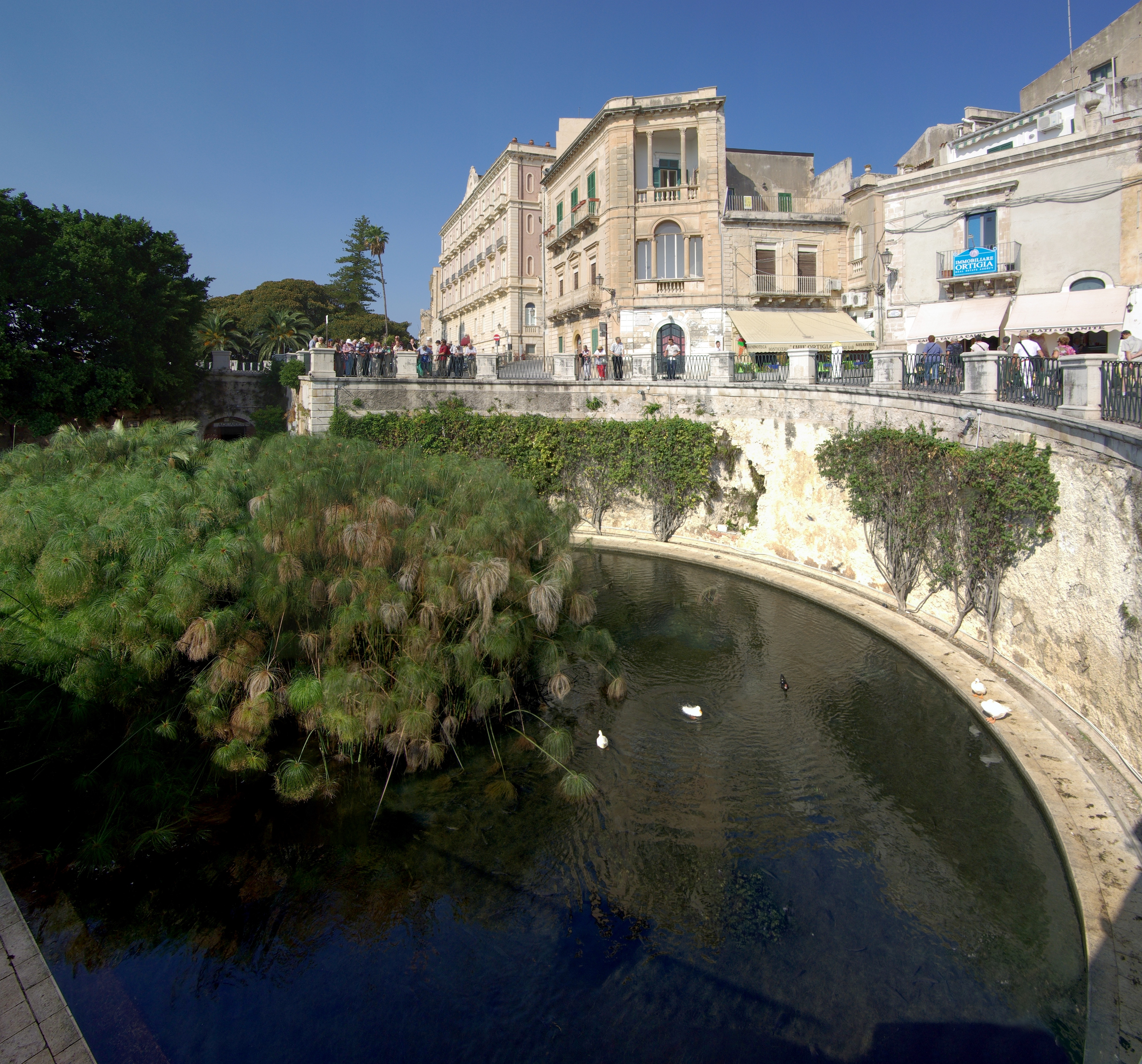
Źródło Aretuzy